# Spirembolus fasciatus
Spirembolus fasciatus är en spindelart som först beskrevs av Banks 1904.  Spirembolus fasciatus ingår i släktet Spirembolus och familjen täckvävarspindlar. Inga underarter finns listade i Catalogue of Life.